# Вільям Хойт (легкоатлет)
Вільям Веллс Хойт (англ. William Welles Hoyt; нар. 7 травня 1875 — пом. 1 грудня 1954) — американський легкоатлет, який спеціалізувався в стрибках з жердиною.

## Із життєпису
Перший в історії сучасних Олімпіад чемпіон зі стрибків з жердиною (1896).
На Іграх-1896 також брав участь у змаганнях з бігу на 110 метрів з бар'єрами, де посів 2-е місце у попередньому забігу, проте надалі участі у змаганнях не взяв.
У чемпіонатах США найвищим досягненням було 5-е місце у стрибках з жердиною у 1896.
По завершенні спортивної кар'єри займався медичною практикою.